# RP-3
RP-3（Rocket Projectile 3 inch：ロケット発射体3インチ）は、第二次世界大戦中に使用されたイギリスのロケット弾である。主に空対地攻撃兵器として使用されたが、限定的にその他の用途にも使用された。60ポンド (27 kg)の弾頭を持つものはその名の通り「60 lb ロケット」、25ポンド (11 kg)の中実徹甲弾頭版は「25 lb ロケット」と呼ばれた。これらのロケット弾は一般的にイギリス空軍の戦闘爆撃機が戦車、列車、輸送車両や建造物への攻撃に、空軍沿岸航空軍団とイギリス海軍の航空機がUボートや船舶への攻撃に使用した。

## 歴史
航空機から発射されるロケット弾が最初に使用されたのは第一次世界大戦中のことであった。この"非回転式発射体"（"Unrotated Projectiles"）はニューポール戦闘機の翼間支柱に装着されたル・プリエールロケット弾であり、観測気球への攻撃に使用されてかなりの成果を収めた。ソッピース ベイビー、パップと郷土防衛隊（Home Defence）のRAF B.E.2もこのロケット弾を装備した。
大戦の終わりにイギリス空軍は航空機から発射するロケット弾を使用した潜在的価値を忘れ縮小する意図であったが、イギリス海軍は低空で飛来する航空機へ対抗する兵器としての使用を目して1940年の終わりから英国の各所は従来の対空砲を補完するものとして続々と増加する"Z-バッテリー" 2インチ (51 mm) ロケット砲で防衛されていた。
ロンメル将軍指揮のドイツ軍勢が1941年初めに西部砂漠の戦況に介入すると砂漠航空軍は膨大な数の装甲戦闘車両、特にドイツ軍が装備する重装甲のIII号戦車とIV号戦車を損傷/破壊できる能力を持つ兵器を持ち合わせていないことが明らかになった。早急に何らかの対処が必要とされ1941年4月に最高技術責任者（the Chief Scientist）のヘンリー・ティザードは「装甲車両への攻撃方法」研究のための検討会を招集した。
調査された兵器の中には、40 mm ヴィッカース S砲やコヴェントリー兵器工廠で製造された関連兵器と共にボフォース 40mm機関砲やベル P-39 エアロコブラに搭載された米軍の37 mm T9機関砲があったが、これらは既に軽戦車や物資輸送車列にしか効果が無いことが判明しており、重量や反動吸収の困難さから戦闘爆撃機により大型の機関砲を搭載することは考慮から外された。検討会の議長アイヴァー・ボーウェン（Ivor Bowen、兵器研究の副部長）は重装甲の戦車を破壊/無力化する能力を持つ大型の弾頭を運ぶ手段としてロケット発射体を使用する方向へ考えを転換した。情報はバルバロッサ作戦序盤にドイツ軍の地上部隊に対して非誘導のRS-82 ロケット弾を使用し始めたばかりの赤軍からもたらされた。
1941年9月までにUP（Unrotated Projectiles：非回転式発射体）の2つの型が開発されることになった。
- 23 lb のプラスチック爆薬を搭載した標準の2インチ (51 mm) UP
- 20 lb の徹甲弾頭を搭載した3インチ (76 mm) UP

2インチ版がヴィッカース S砲よりも低威力であることが判明するとZ-バッテリーで使用されている2 インチ ロケット砲を基に開発されることになる3 インチ版の開発に集中することが決められた。

## 設計

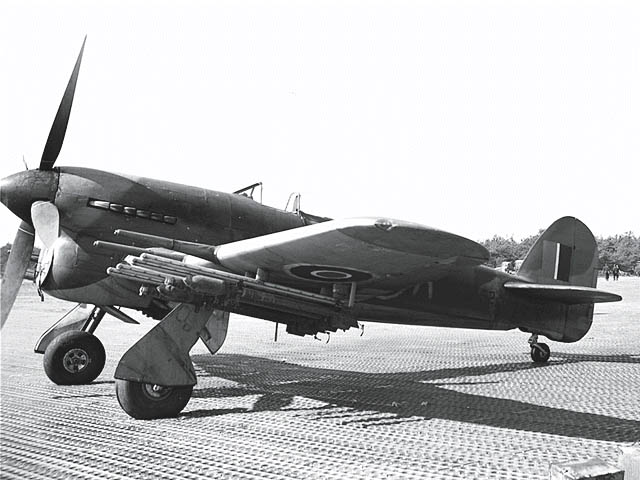
RP-3を装備したホーカー タイフーン

ロケット本体はその名称の通りに直径3インチ (76 mm)の鋼管製で、電気的に着火される推進剤である11 lb (5 kg) のコルダイトが充填されていた。弾頭は先端に捻じ込まれており、当初は中実の25ポンド (11 kg), 3.44インチ (87 mm) 徹甲弾であったが直ぐに直径6インチ (150 mm), 60ポンド (27 kg) 装薬弾頭が追加された。もう一つの型は25ポンド (11 kg),軟鉄（後にコンクリート）製の演習弾頭であった。ロケット弾が発射レールに装填されると電気点火線（通称："pigtail"、豚の尾）がロケット弾の排気口に差し込まれた。
取り付けられた4枚の小さな羽はロケット弾を安定させるのに十分な回転を発生させたが、非誘導であり照準は勘と経験に頼っていた。まずRPを照準線から逸らさせるサイドスリップとヨーイングが発生しないように慎重に目標に接近する必要があった。発射の瞬間には航空機の速度も正確に保たねばならず、発射レールが固定されているため仰角も正確に保たねばならなかった。弾道の落下も問題で、特に目標までの距離が長い場合はそうであった。
ロケット弾の利点は、構造が複雑ではなく弾薬を発射する機関砲よりも信頼性が高いことと発射による反動が無いことであった。地上兵力に対しては制圧攻撃の威力を発揮し、60 lb 弾頭は壊滅的な打撃力を持つことが判明した。このロケット弾の装備は単座戦闘機にも搭載できる程度に軽量であり、巡洋艦に打撃を与える程の攻撃力を与えた。船舶やUボートのような低速で移動する大きな目標に対しては、このロケット弾は驚異的な兵器であった。
不運なことに当初イギリスの航空機に装着されたような全鋼製の発射レールの重量と抗力は、航空機の性能を阻害した。フェアリー ソードフィッシュのような幾つかの航空機は主翼を保護するために発射レールと主翼の間に鋼製の「防噴炎」パネルを装着したが、これが重量と抗力を更に増加させた。1944年終わりに導入されたアルミニウム製のIII型発射レールは、
独自のロケット弾（アメリカ海軍の3.5-インチFFAR(Forward Firing Aircraft Rocket)、5インチ FFAR、HVAR）によるアメリカの経験では、長い発射レールと防噴炎パネルは不要であった。イギリスの航空機がようやく直付け（"Zero-Point"）パイロンを装着し始めるのは第二次世界大戦後になってからであった。
3-インチのロケットモーター（弾頭無し）は地中貫通爆弾のディズニーボムで使用され、19発のロケットモーターが4,500ポンド (2,000 kg)爆弾を目標着弾時に990マイル毎時 (1,590 km/h)まで加速させた。

## 戦闘での使用

### 空対地での使用

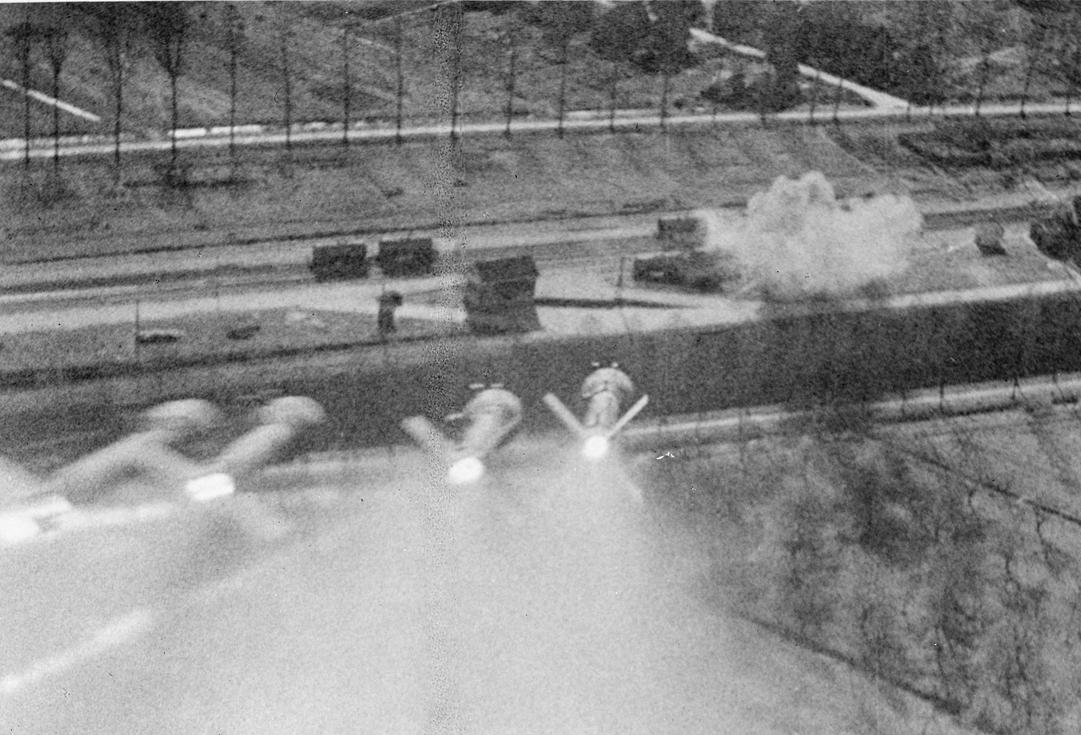
ガンカメラが捉えたノルトホルン 近郊でホーカー タイフーンから鉄道貨車に向け発射されたロケット弾の斉射 (1945)

実戦での使用に向けこの新兵器が配備される前に広範囲にわたる試験が研究機関であるファーンボロのInstrument, Armament and Defence Flight (I.A.D.F) で実施された。ハリケーンにロケット弾と発射レールが取り付けられ、1942年6月と7月に飛行試験が行われた。ロケット弾攻撃の戦術を開発するために9月28日から11月30日まで更なる試験が行われた。試験にはその他にハドソン、ソードフィッシュ、ボストン IIとシーハリケーンといった航空機が使用された。
同時に航空機・兵装実験機関（A&AEE）がRPを装備した全ての機種各々に適した戦術を開発した。照準は標準のGM.II型 光像式照準器を通して行い、後には改良によりGM.IIL型照準器では目盛りを調節することで反射ガラスを傾けて照準線を下げることができるようになった。
RPが最初に作戦運用されたのは西部砂漠でホーカー ハリケーン Mk. IIEとIVに搭載された「戦車破壊」兵器としてであった。25 lb徹甲弾はドイツ軍に就役し始めたティーガーI戦車には効果が薄いことが判明した。王立砲兵隊の砲兵がQF 25ポンド砲で榴弾を使用して成功した事例から、新しい60 lb半徹甲弾（semi-armour-piercing：SAP）が設計されることに決まった。これは戦車を撃破する能力を持っていた。
当初の使用実績に促されて、浮上しているUボートに対する兵器試験が実施された。ロケットを浅い角度で発射すると目標付近に着水したロケットが海中で上向きになり吃水線下で目標を貫くことが分かった。間もなく空軍沿岸航空軍団とイギリス海軍の艦隊航空隊の航空機が広範囲にこのロケット弾を使用するようになった。ロケット弾攻撃を併用して破壊された最初のUボートは、1943年5月23日に英第819海軍飛行隊のフェアリー ソードフィッシュによるU-752（艦長 シュローター：Schroeter中尉）であった。この攻撃で使用されたのは「ロケット徹甲弾」（Rocket Spears）として知られる中実の鋳鉄製弾頭を持つロケット弾であった。この攻撃で1発が潜水艦の耐圧船殻を破壊したことにより潜水不能に陥り、Uボートは乗組員により自沈させられた。1943年5月28日に英第608飛行隊のハドソンが地中海でUボートを撃沈し、これがロケット弾攻撃のみでの初戦果であった。
これ以降ヨーロッパでの第二次世界大戦終了まで空軍沿岸航空軍団と艦隊航空隊は、このロケット弾を船舶と浮上中のUボートに対する主要な兵器（広範囲に代替されることが確かな魚雷と共に）の一つとして使用した。
RP-3の典型的な搭載方法は、左右の主翼下の発射レールに各4発の発射体を懸架するものであった。パイロットが単発（後に除去）、2発ペア又は斉射を選べるようにセレクタースイッチが取り付けられた。終戦間際には英第2戦術空軍のホーカー タイフーンが追加の4発を搭載し、主翼下に8発のロケット弾を搭載した。
RP-3が使用された最も有名であろう戦闘は1944年8月半ばにあったファレーズ・ポケットでのものであった。戦闘の最中に連合国軍による翼包囲に絡め捕られるのを回避するために退却するドイツ軍勢が空からの強襲を受けた。軽、中型爆撃機と戦闘爆撃機によるドイツ軍車列への数波の攻撃で英第2戦術空軍のホーカー タイフーンは多数の戦車と「敵機械化輸送隊」（"Mechanised Enemy Transport"）をロケット弾の攻撃で撃破したと主張した。しかし戦闘後にこの戦闘の評価を行った陸軍と英第2戦術空軍のオペレーションズ・リサーチ部門はロケット弾の攻撃のみで撃破されたのは遥かに少数の車両（僅か17両）であったと結論付けた。明らかになったことは、白熱した戦闘の最中に命中精度を維持するのに必要とされる好条件に合致したときにうまく兵装を発射することはパイロットにとり非常に困難なことであるということであった。目標地点の煙、埃や破片により正確な戦果の確認は困難であり、ほぼ不可能であった。
しかしながらロケット弾攻撃は敵兵の士気を大いに挫き、無傷のままや些細な損傷を負っただけの車両の多くが遺棄され、捕虜への尋問ではロケット弾攻撃の可能性があるということだけで兵員の士気が下がっていたことが判明した。

### 戦車での使用
1945年にイギリス軍のシャーマン戦車の中には砲塔の両側に各1基の60ポンド (27 kg)弾頭ロケット弾を装備した車輌があった。「シャーマン チューリップ」と呼ばれたこれらは第一コールドストリームガーズの戦車によるライン渡河で使用された。このロケット弾が装備された車輌には通常のシャーマン戦車とより重武装のシャーマン ファイアフライ戦車の双方が含まれていた。また、装輪式のスタッグハウンド装甲車に装着された例もあった。
このロケット弾は固定陣地から発射され、羽に風流がほとんど当たらない場合の正確度はかなり低かったにもかかわらず、このRP-3はその60 lb 弾頭の破壊的効果により戦車搭乗員からの評価は高かった。

### 海岸砲撃
RP-3は戦車揚陸艇を改造した「戦車揚陸艇（ロケット弾）」（Landing Craft Tank (Rocket)：LCT(R)）としても言及されるロケット弾揚陸艇（Landing Craft Rocket）の武装に使用された。これらは水際上陸作戦の際の海岸砲撃に使用された。
LCT(R)は1,000基の発射器と5,000発のロケット弾を搭載しており、この火力は80隻の軽巡洋艦又は200隻の駆逐艦に匹敵した。
運用方法は海岸に照準を向け目標の浜辺の沖に投錨する。海岸までの距離をレーダーで測り、それに応じて発射器の仰角を設定する。その後に要員は、発射を管制するために特製の小部屋に退避する指揮官を除いて甲板下に下がる。発射は一斉斉射か発射器列毎の発射が可能であった。
全弾再装填は非常に重労働かつ神経を使う作業であり、少なくとも1隻のLCT(R)は1隻の巡洋艦に接舷し、作業の実施を支援してもらうためにより大型の船舶から作業班を出してもらう必要があった。

## 要目
- 弾頭
  - 60 lb Shell, HE/SAP（半徹甲弾：Semi-armour piercing）(27 kg)
  - 60 lb Shell, HE/GP, ホローチャージ
  - 18 lb Shell, HE (8 kg)
  - 25 lb Shot, AP (11 kg)
  - 25 lb Head, Solid, A/S (anti-submarine：対潜水艦) (11 kg)
  - 60 lb Shell,（演習弾：Practice）（訓練のみ） (27 kg)
  - 12 lb Head, （演習弾：Practice）（訓練のみ）(5 kg)

## RP-3を使用した航空機
これらはRP-3を使用した航空機である。数多くの機種がRP-3を実験的に装着した。

### 第二次世界大戦中
英空軍と英連邦空軍
- ボーイング フォートレス Mk. II と IIA:（空軍沿岸航空軍団）
- ブリストル ボーファイター Mk. VI, VIC, X と 20: （空軍沿岸航空軍団、南東アジア航空軍団、オーストラリア空軍, 太平洋戦域）
- コンソリデーテッド リベレーター B. Mk. III, VI:（空軍沿岸航空軍団）
- デ・ハビランド モスキート F.B. Mk. VI:（空軍沿岸航空軍団、南東アジア航空軍団、オーストラリア空軍, 太平洋戦域）
- ホーカー ハリケーン Mk. IIE & IV: （砂漠航空軍、英第2戦術空軍、南東アジア航空軍団）
- ホーカー タイフーン Mk. Ib:（英第2戦術空軍）
- リパブリック サンダーボルト
- ビッカース ウェリントン GR Mk. XIV:（空軍沿岸航空軍団）

艦隊航空隊
- フェアリー ファイアフライ Mk. I
- フェアリー ソードフィッシュ Mk. II, III
- グラマン ターポン/アベンジャー Mk. I, II, III

### 第二次世界大戦後
第二次世界大戦後においても、上記の機体はもちろんのこと、下記のプロペラ機や第一世代～第二世代のジェット戦闘機に搭載され、朝鮮戦争や第二次中東戦争、マラヤ危機、インドネシア＝マレーシア紛争、アデン危機などにおいて使用された。
しかし、1950年代後半以降に新たに開発された航空機においては、フランス製のポッド装填式SNEB 68mmロケット弾を使用するようになったため、イギリス軍では運用機の退役や在庫の消耗に伴い使われなくなった
英空軍
- ブリストル ブリガンド
- デ・ハビランド ホーネット
- グロスター ミーティア
- デ・ハビランド バンパイア
- デ・ハビランド ベノム
- ホーカー ハンター

艦隊航空隊
- ホーカー シーフューリー
- スーパーマリン アタッカー
- ホーカー シーホーク
- ウェストランド ワイバーン
- スーパーマリン シミター

## 参照
脚注
1. ↑  。この兵器の生産の立ち上げを援助するためのソ連の技術班の派遣は1941年8月に実現するはずであったが、イギリスがホーカー ハリケーン装備の飛行団とロシア人の航空搭乗員の訓練を提供したにもかかわらずソ連側の提案は取り下げられた
2. ↑  航空機・兵装実験機関（A&AEE）で実施された試験では着弾の分散（20平方ft. (1.858 平方m)の標的を狙った場合）は、射程1,000 ft (305 m) で13 ft 6 in (4.1 m) - 3-4 度の照準エラーと同等
3. ↑  HDT - 馬匹牽引輸送（"Horse Drawn Transport"）との対比で「敵自動車化輸送隊」（"Motorized Enemy Transport"）としても知られる。

出典
1. 1 2 3 4 5  Aeroplane Monthly June 1995
2. ↑  The Blitz Then and Now: Volume 3
3. 1 2 3  Aeroplane Monthly July 1995
4. ↑  3.5 in FFAR5 in FFAR and HVAR Retrieved 6 March 2008
5. ↑  Burakowski, Tadeusz; Sala, Aleksander (1960) (Polish). Rakiety i pociski kierowane [Rockets and guided missiles]. Część 1 – Zastosowania (Volume 1 – applications). Warsaw: Wydawnictwo Ministerstwa Obrony Narodowej (Ministry Of National Defense Publishing House). pp. 556-557
6. ↑  GM.IIL 429sqn.ca
7. ↑  Gerald Pawle, The Wheezers & Dodgers, Seaforth Publishing 2009 ISBN 978 1 84832 026 0
8. 1 2 3  Shores and Thomas 2005, pages 245-250
9. ↑  Fletcher, David (2008). Sherman Firefly. Osprey Publishing. ISBN 1846032776

参考文献
- Ramsay, Winston (editor). The Blitz Then and Now; Volume 3. London, UK: Battle of Britain Prints International Limited, 1990. ISBN 0-900913-58-4
- Shores, Christopher and Thomas, Chris. Second Tactical Air Force Volume Two. Breakout to Bodenplatte July 1944 to January 1945. Hersham, Surrey, UK: Ian Allan Publishing Ltd, 2005. ISBN 1-903223-41-5
- Webb, Derek Collier. "Rocket Attack part 1". Aeroplane Monthly Volume 23, No 6, Issue No 266. June 1995.
- Webb, Derek Collier. "Rocket Attack part 2". Aeroplane Monthly Volume 23, No 7, Issue No 267. July 1995.